# Polylepion
Polylepion ist eine Gattung aus der Familie der Lippfische (Labridae). Die Gattung kommt im nördlichen Pazifik bei den japanischen Ryūkyū-Inseln, bei Hawaii, an der mittelamerikanischen Pazifikküste von Mexiko bis Nicaraguas und bei der costa-ricanischen Kokos-Insel vor. Die Fische leben dort in Tiefen von 100 bis 350 Metern.

## Merkmale
Polylepion-Arten erreichen eine Länge von etwa 25 cm und ähneln den Schweinslippfischgattungen Bodianus, Decodon und Semicossyphus. Ihre Rückenflosse wird von elf Hartstrahlen und elf Weichstrahlen gestützt, bei der Afterflosse sind es drei Hartstrahlen und elf bis zwölf Weichstrahlen. In den Brustflosse sind zwei unverzweigte Weichstrahlen und 18, in seltenen Fällen auch 17 oder 19 verzweigte Weichstrahlen vorhanden. Die Schuppen sind im Unterschied zu denen der meisten anderen Lippfischgattungen relativ klein und dadurch zahlreich. Der Name Polylepion nimmt darauf Bezug (Griechisch: „polys“ = viele + „lepis“ = Schuppe). Entlang der Seitenlinie zählt man 48 bis 52, in den meisten Fällen 50 Schuppen, oberhalb der Seitenlinie sind es 2½ bis 5, unterhalb 16 bis 19, in den meisten Fällen 17 oder 18 Schuppen. Vom ersten Strahl der Rückenflosse nach vorne bis zu den vorderen Nasenöffnungen oder dem Vorderrand der Augen zählt man 25 bis 32 Schuppen. Die Basen von Rücken- und Afterflosse sind unbeschuppt. Polylepion-Arten haben 11 Rumpfwirbel und 17 Wirbel hinter dem Anus.

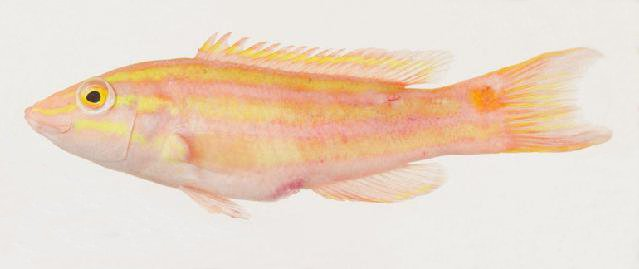
Polylepion russelli

## Arten
Es gibt drei Arten:
- Polylepion cruentum M. F. Gomon, 1977
- Polylepion gilmorei Baldwin, Arcila, Robertson & Tornabene, 2023
- Polylepion russelli (M. F. Gomon & J. E. Randall, 1975)